# Pałac w Woronowicy
Pałac w Woronowicy – wybudowany w latach 1780–1790 w stylu klasycystycznym przez Franciszka Ksawerego Grocholskiego, podkomorzego królewskiego.

## Historia

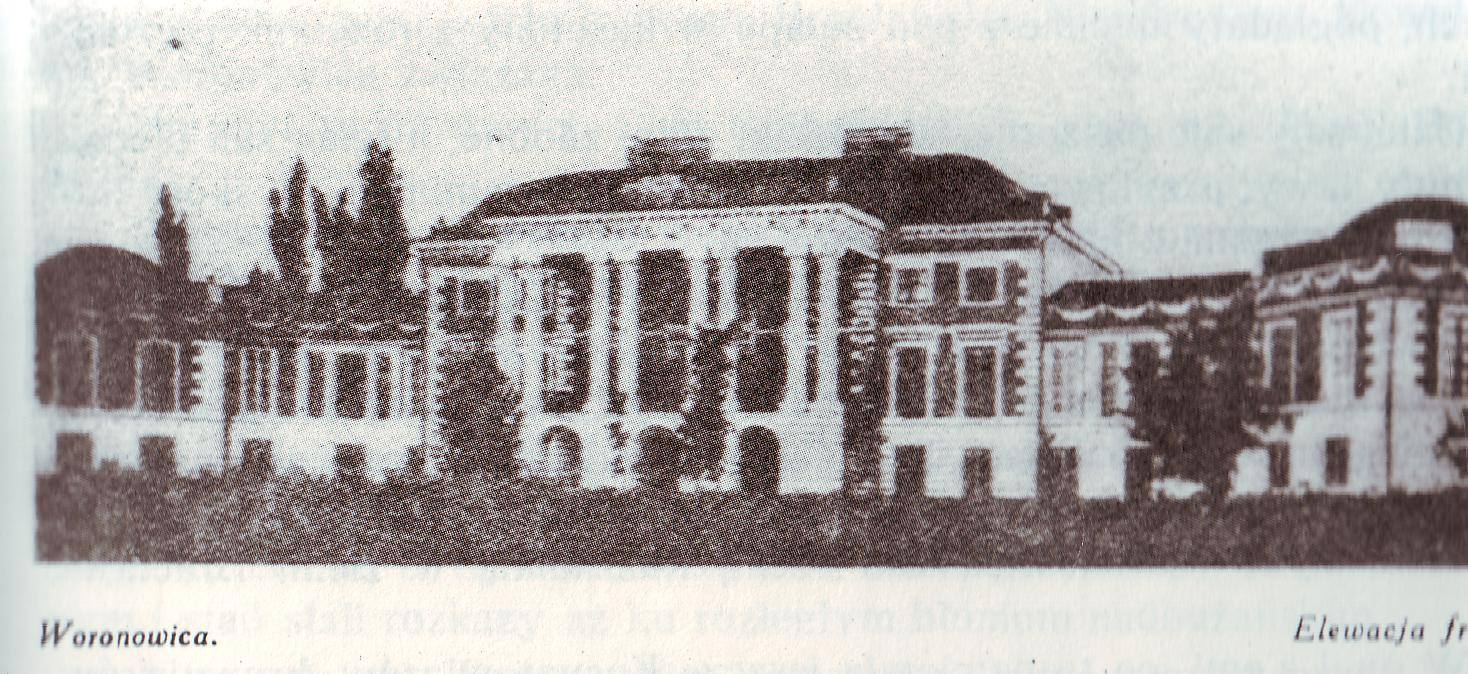
Woronowica

Słownik geograficzny Królestwa Polskiego i innych krajów słowiańskich podaje: Jedyna córka Bohdana Łasko urodzona z Maryny Obodeńskiej, Teofila (ur. 1650) wniosła W. Radzimińskiemu a Anna Radzimińska Michałowi Grocholskiemu, ur. w 1705 r.